# يليزافيتا هيليازيتدينوفا
يليزافيتا هيليازيتدينوفا (بالأوكرانية: Гілязетдінова Єлизавета Петрівна) مواليد 15 أغسطس 1994 في خملنيتسكي أوبلاست، أوكرانيا، هي لاعبة كرة يد أوكرانية تلعب كحارس مرمى. مثلت منتخب أوكرانيا لكرة اليد للسيدات.

## سجل المنافسة
شاركت في البطولات التالية:
- بطولة أوروبا لكرة اليد للسيدات 2014